# Dobrunje

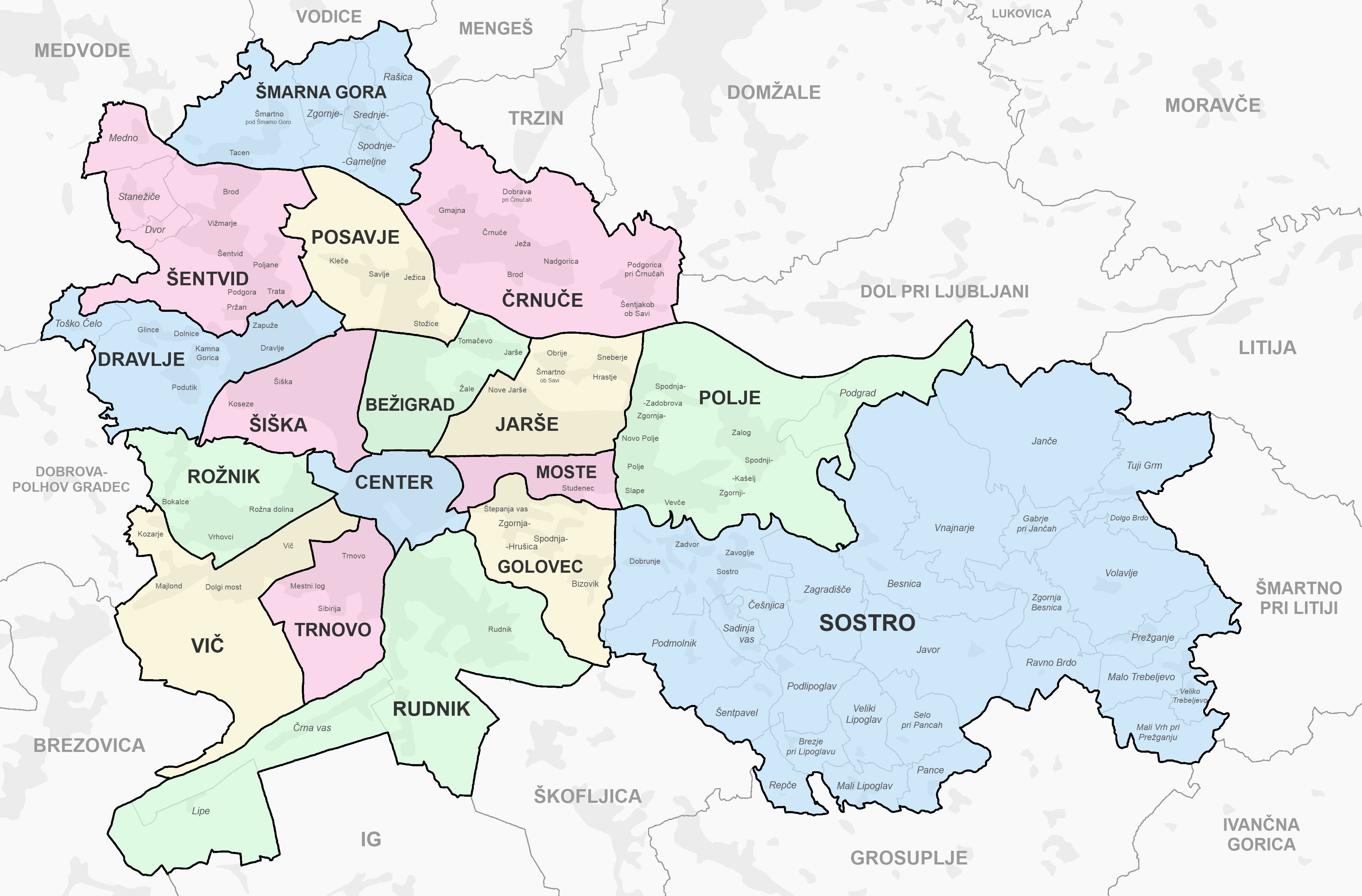
Dobrunje im Laibacher Stadtbezirk Sostro

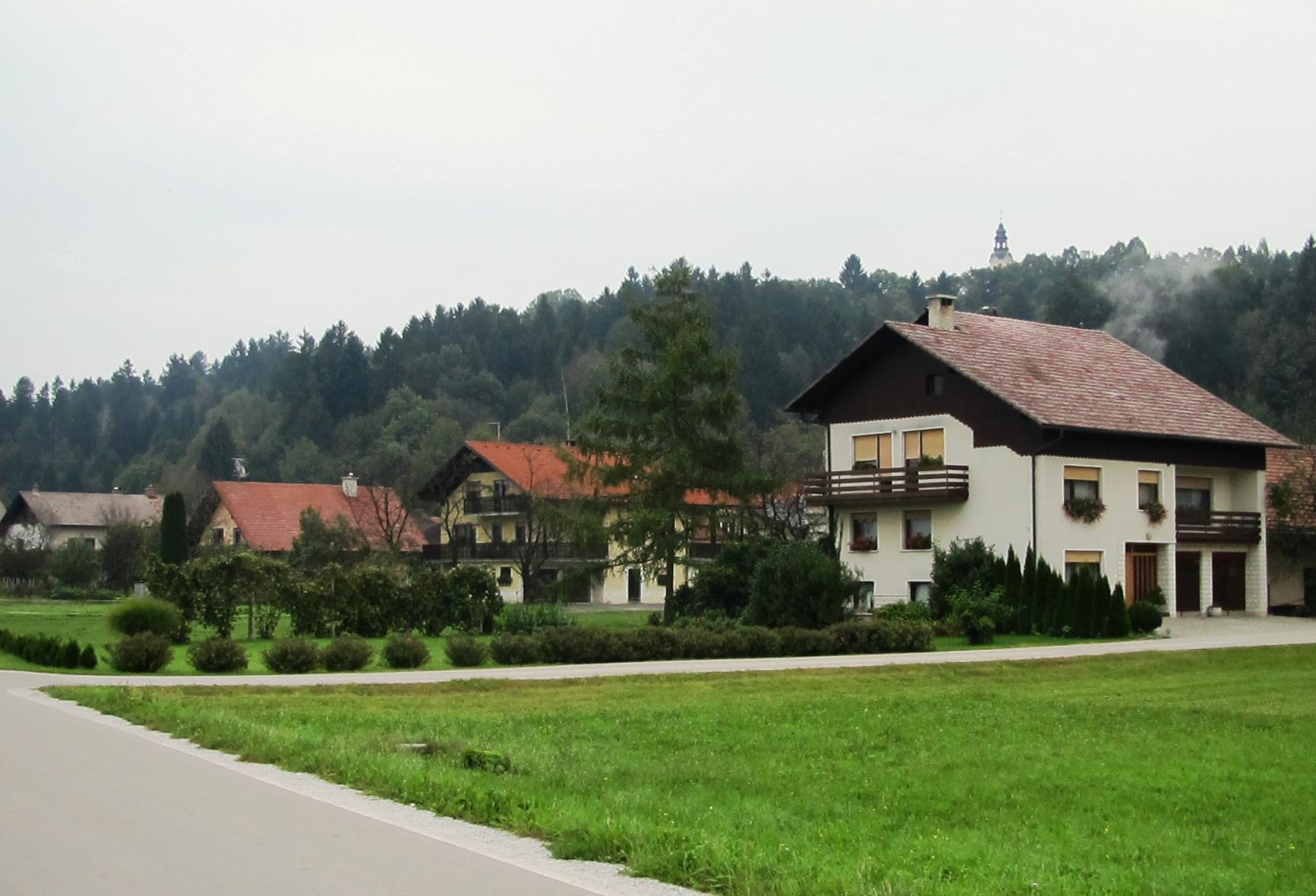
Dobrunje vor dem St. Ulrich-Hügel

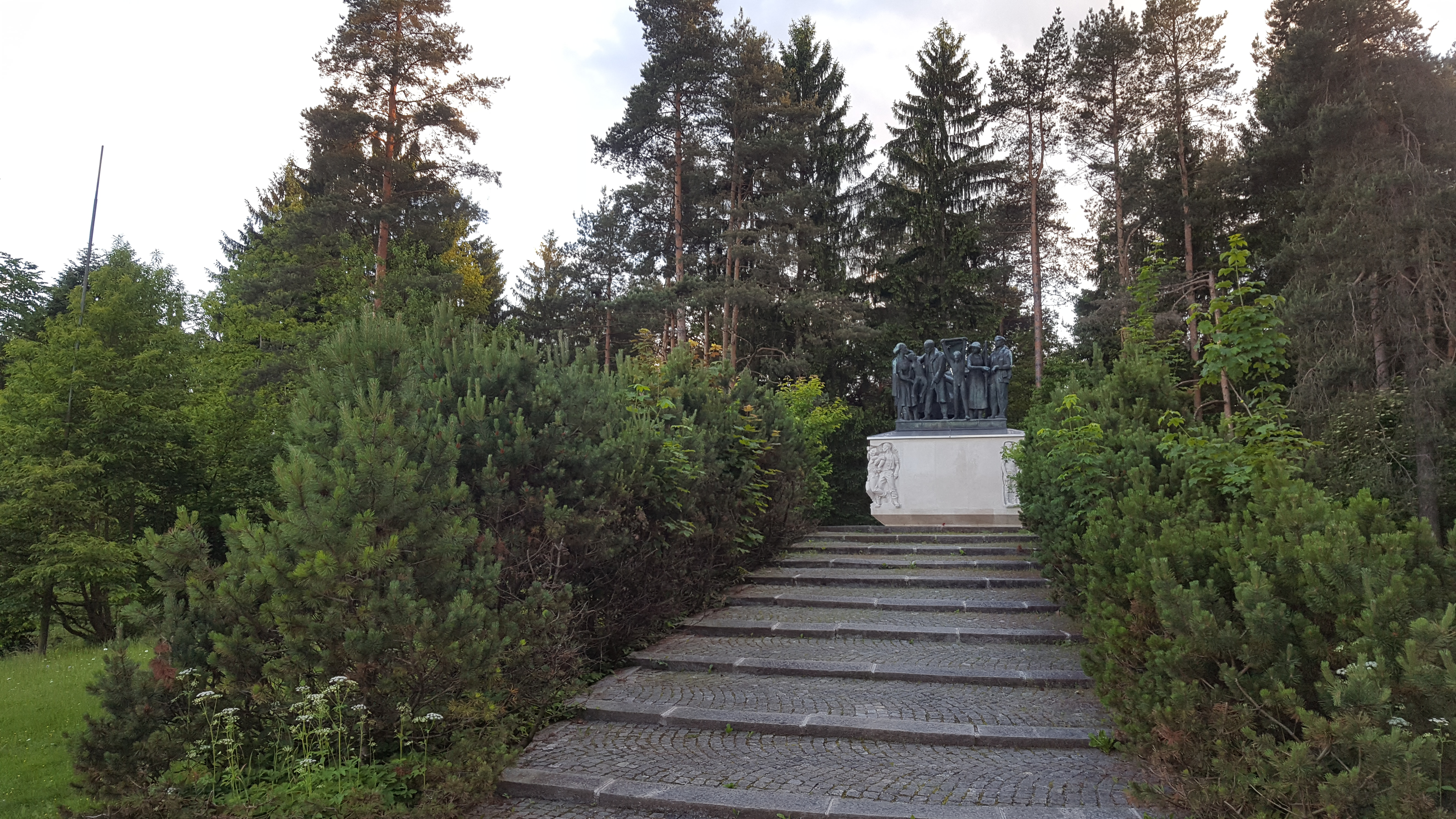
Gedenkstätte über dem Massengrab auf dem St. Ulrich-Hügel

Dobrunje (dɔˈbɾuːnjɛ; deutsch Dobruine oder Dobrouine) ist der Name einer bis 1982 eigenständigen Siedlung im südöstlichen Teil von Ljubljana, der Hauptstadt Sloweniens, östlich der Autobahn A1 und südlich der Ljubljanica. Die Siedlung gehört heute zum Laibacher Stadtbezirk Sostro.
Neben der Hauptsiedlung gehören zu Dobrunje die Weiler Devce, Marinki, Na Trdnjavi (im Süden, am Fuße des St.-Ulrichs-Hügels), Ob Cesti und Pod Ježo.
Der Rastučnik-Bach, der unterhalb von Orle beginnt, fließt von Süden durch den westlichen Teil der Siedlung, bevor er in die Ljubljanica mündet.
Dobrunje wurde erstmals 1312 erwähnt als dacz Dobrown (und als Dobriewn 1444 sowie Dobrün im Jahr 1490).

## Gedenkstätte St.-Ulrich-Hügel
Dobrunje liegt am Fuß des 342 Meter hohen St.-Ulrich-Hügels mit der barocken St. Ulrich-Kirche.
Während des Zweiten Weltkriegs waren dort Posten der antikommunistischen Slowenischen Landwehr (Slovensko domobranstvo) stationiert, die mit Folter und Ermordung von mehr als 100 Menschen in Verbindung gebracht wurden. Die Getöteten liegen in einem Massengrab in der Nähe der Kirche, über dem die Künstler Boris Kobe, Karel Putrih und Zdenek Kalin zwischen 1948 und 1955 eine Gedenkstätte gestalteten. Ein Museum informiert über das Massaker.